# Champeaux (Ille-et-Vilaine)
Pour les articles homonymes, voir Champeaux.
Champeaux est une commune française située dans le département d'Ille-et-Vilaine en région Bretagne, peuplée de 504 habitants.

## Géographie

### Situation et description
Petite commune du pays de Vitré, elle est typique du bocage haut-breton, avec des haies bocagères préservées et son vallon encaissé. Elle est traversée par un ruisseau, le Palet, appelé parfois le ruisseau du Château car il traverse la propriété du château d'Espinay et alimente l'étang de la Rivière, qui est l'étang du château. Avec son affluent le ruisseau des Landes de Marpiré, il forme la limite sud du finage communal jusqu'à sa confluence avec la Cantache qui en forme la limite orientale ; l'étang de la Cantache, dit aussi « Plan d'eau de la Cantache » (25 hectares) est situé partiellement sur la commune, s'étendant aussi sur celle de Pocé-les-Bois et pour la partie amont sur celles de Montreuil-sous-Pérouse et Landavran.

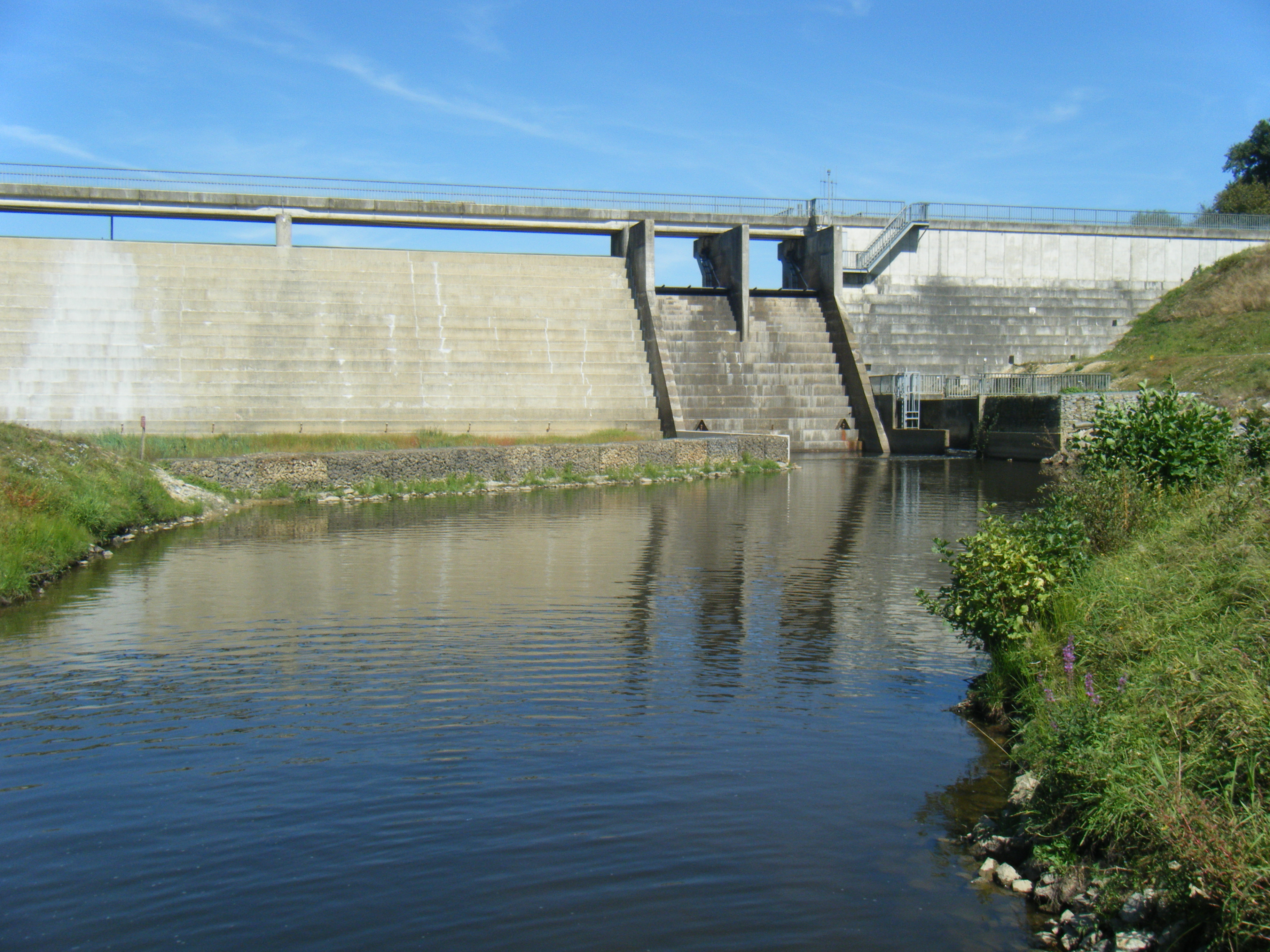
Le barrage de la Cantache, vu côté sud.
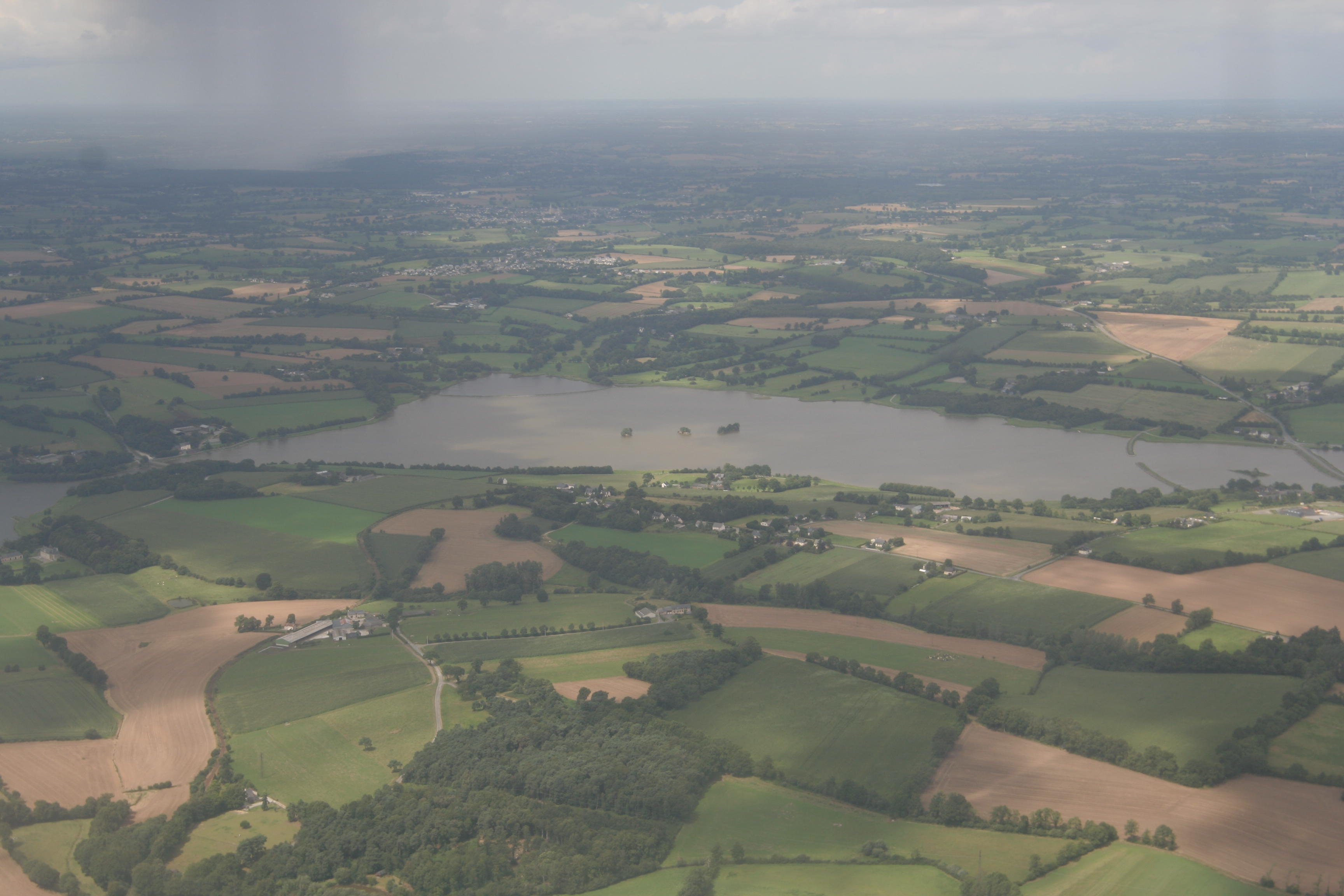
L'étang de la Cantache, vue aérienne.
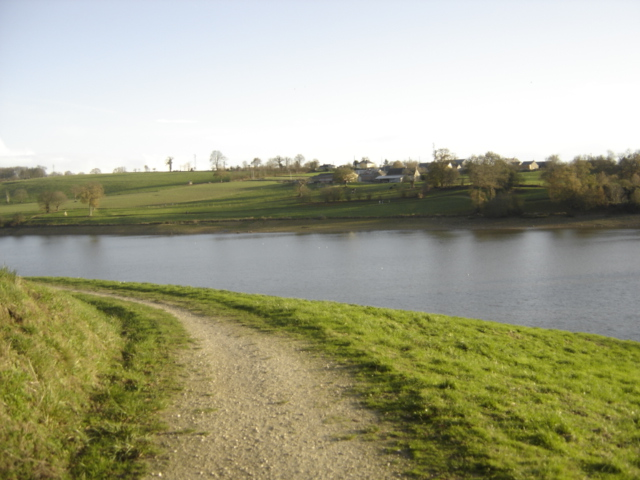
Le plan d'eau de la Cantache, vue partielle.

La commune s'étend sur 983 hectares dont la majeure partie sont des terres agricoles. Il existe trois petits bois, le bois de la Briêrue, le bois du Château et le bois de Saint-Abraham. Elle se situe sur l'axe Vitré-Liffré, à 10 km à l'ouest de Vitré, à 37 km à l'est de Rennes.
L'altitude s'échelonne entre 110 mètres (au nord-ouest de la commune, dans le bois de Briérue) et 54 mètres (à la limite sud-est de la commune, au niveau de la confluence entre la Cantache et le ruisseau de Palet), le bourg étant vers 80 mètres d'altitude.

### Lieux-dits et hameaux
L'habitat rural est dispersé en hameaux et fermes isolées :
- Route de Vitré : la Grande Planche, la Maçais, la Bougrie, la Bucherie, Fourrée, la Morinais, le Petit Fresnay, Grabusson, la Cornillerais, le Feu Lambert, la Guerpinais, les Vallées, le Tertre, le Mesnil, le Grand Fresnay, Maison Neuve, la Sochonnais, le Breil, la Motte, Rabaud.
- Route du Château : le Manoir, les Mériais, la Chenevière, la Frapinière, la Forge, Château de l'Espinay, les Fougerays, la Maisonnette, l'Aunay, Bel-Air (lotissement), la Touraille, Villansault.
- Route de Marpiré : la Motte au Porcher, l'Égouttay.

### Hydrographie
Pour un article plus général, voir Réseau hydrographique d'Ille-et-Vilaine.
La commune est située dans le bassin Loire-Bretagne. Elle est drainée par la Cantache, le Palet, la Corbanne et les Landes de Marpiré,,.
La Cantache, d'une longueur de 36 km, prend sa source dans la commune de Saint-Pierre-des-Landes et se jette  dans la Vilaine à Saint-Aubin-des-Landes, après avoir traversé 13 communes. 
Le Palet, d'une longueur de 16 km, prend sa source dans la commune de Taillis et se jette  dans la Cantache à Pocé-les-Bois, après avoir traversé six communes. 

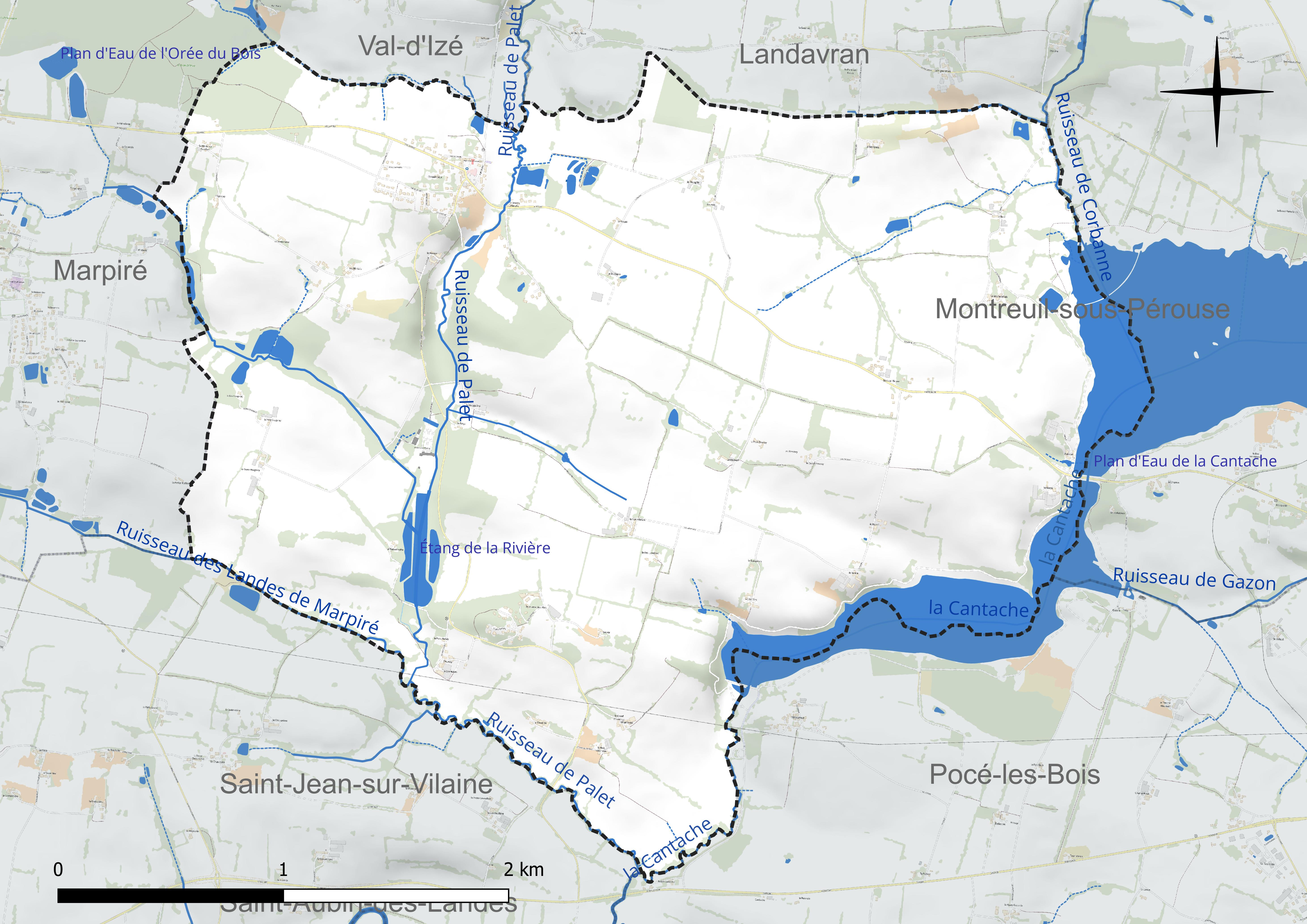
Réseau hydrographique de Champeaux.

Deux plans d'eau complètent le réseau hydrographique : le plan d'eau de la Cantache, d'une superficie totale de 173,4 ha (43,16 ha sur la commune) et l'étang de la Rivière (5,39 ha),.

### Climat
Pour des articles plus généraux, voir Climat de la Bretagne et Climat d'Ille-et-Vilaine.
En 2010, le climat de la commune est de type climat océanique franc, selon une étude du CNRS s'appuyant sur une série de données couvrant la période 1971-2000. En 2020, Météo-France publie une typologie des climats de la France métropolitaine dans laquelle la commune est exposée à un climat océanique et est dans la région climatique  Bretagne orientale et méridionale, Pays nantais, Vendée, caractérisée par une faible pluviométrie en été et une bonne insolation. Parallèlement l'observatoire de l'environnement en Bretagne publie en 2020 un zonage climatique de la région Bretagne, s'appuyant sur des données de Météo-France de 2009. La commune est, selon ce zonage, dans la zone « Sud Est », avec des étés relativement chauds et ensoleillés.  
Pour la période 1971-2000, la température annuelle moyenne est de 11,3 °C, avec une amplitude thermique annuelle de 13,1 °C. Le cumul annuel moyen de précipitations est de 792 mm, avec 13,1 jours de précipitations en janvier et 7,4 jours en juillet. Pour la période 1991-2020, la température moyenne annuelle observée sur la station météorologique la plus proche, située sur la commune de Launay-Villiers à 22 km à vol d'oiseau, est de 11,6 °C et le cumul annuel moyen de précipitations est de 862,6 mm,. Pour l'avenir, les paramètres climatiques de la commune estimés pour 2050 selon différents scénarios d'émission de gaz à effet de serre sont consultables sur un site dédié publié par Météo-France en novembre 2022.

## Urbanisme

### Typologie
Au 1er janvier 2024, Champeaux est catégorisée commune rurale à habitat dispersé, selon la nouvelle grille communale de densité à sept niveaux définie par l'Insee en 2022.
Elle est située hors unité urbaine. Par ailleurs la commune fait partie de l'aire d'attraction de Vitré, dont elle est une commune de la couronne,. Cette aire, qui regroupe 30 communes, est catégorisée dans les aires de 50 000 à moins de 200 000 habitants,.

### Occupation des sols
L'occupation des sols de la commune, telle qu'elle ressort de la base de données européenne d'occupation biophysique des sols Corine Land Cover (CLC), est marquée par l'importance des territoires agricoles (89 % en 2018), en diminution par rapport à 1990 (93,8 %). La répartition détaillée en 2018 est la suivante : 
terres arables (56,4 %), prairies (26,4 %), forêts (6,2 %), zones agricoles hétérogènes (6,1 %), eaux continentales (4,9 %). L'évolution de l'occupation des sols de la commune et de ses infrastructures peut être observée sur les différentes représentations cartographiques du territoire : la carte de Cassini (XVIIIe siècle), la carte d'état-major (1820-1866) et les cartes ou photos aériennes de l'IGN pour la période actuelle (1950 à aujourd'hui).

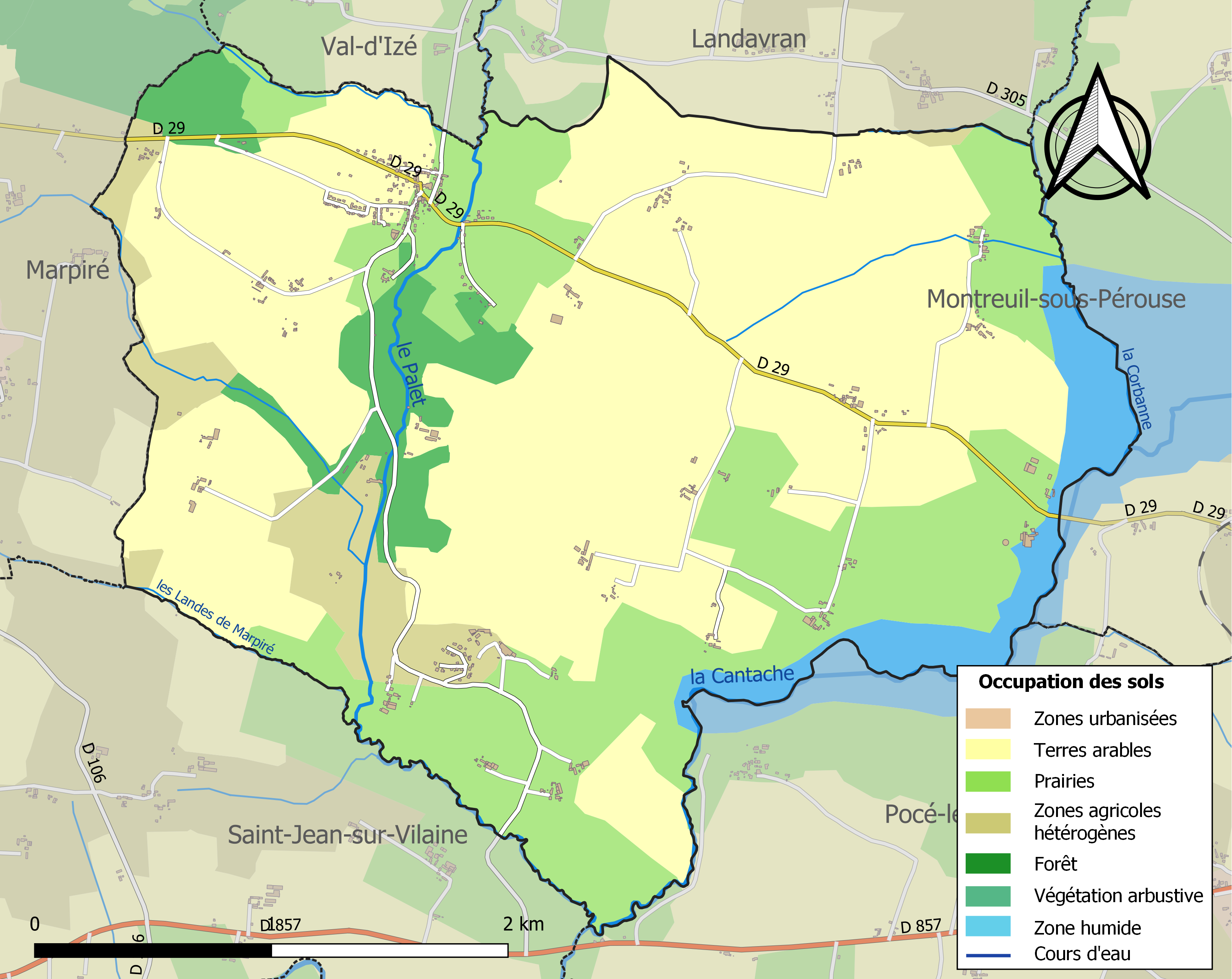
Carte des infrastructures et de l'occupation des sols de la commune en 2018 (CLC).

## Toponymie
Le nom de la localité est attesté sous les formes latinisées Campellis au XIe – XIIe siècle (Guillaume de Champeaux donna aux Bénédictines de Saint-Georges de Rennes les deux tiers de la dîme de Champeaux, « duas partes decime de Campellis » in (cartulaire de Saint-Georges); [Ecclesia de] Campellis en 1100, Campelloe en 1516[réf. nécessaire].
Il s'agit d'une formation toponymique médiévale de langue d'oïl en Champ-, suivi du suffixe diminutif -el au pluriel cf. Campeaux, Champeaux (Dordogne, Manche, Côte d'Or).

## Histoire
L'histoire de la paroisse de Champeaux et surtout sa splendeur est due à la famille d'Espinay.

### Préhistoire
Champeaux  possède le menhir de la Haute-Pierre.

### Champeaux de ses origines jusqu'auXVe
C'est le document le plus ancien que nous ayons sur cette paroisse, qui ne prit de l'importance qu'au XVe siècle, lorsque les seigneurs d'Espinay y fondèrent la collégiale de la Magdeleine. Les papes unirent la cure de Champeaux au doyenné de la collégiale et cet état de choses persista jusqu'à la Révolution (pouillé de Rennes).
L'église primitive était entourée d'un cimetière dans lequel se trouvait la chapelle de la Madeleine qui dépendait des seigneurs d'Espinay. Robert Ier d'Espinay, grand maître de Bretagne et chambellan du duc Jean V, décide de reconstruire la chapelle en 1413, et le nouvel édifice remplace alors le 9 décembre 1447 l'église paroissiale « qui estoit caducque et ruineuse ». Il en fait en même temps une collégiale pour y accueillir six chanoines et des chapelains, en y attachant un chapitre, vers 1427. La paroisse de Champeaux dépendait autrefois de l'ancien évêché de Rennes.
La famille d'Espinay était, dès le Moyen Âge, seigneur d'Espinay et de la Rivière : le plus ancien membre connu de cette famille est Gesterus d'Espinay, sire d'Espinay, qui fut un compagnon de Guillaume le Conquérant en 1066 ; parmi ses lointains héritiers, Galeran d'Espinay décéda après 1308 ; Jean d'Espinay, fils du précédent, décéda après 1315 ; Guillaume d'Espinay, fils du précédent, décéda après 1341 ; Jean II Péan d'Espinay, fils du précédent, présent à la bataille d'Auray en 1364, décéda après 1396 ; Simon d'Espinay, fils du précédent, décéda après 1399 ; Robert Ier, fils du précédent, sire d'Espinay, décéda en 1534 ; Simon II d'Espinay, fils du précédent, fut gouverneur de Dinan et sénéchal de Vitré; Robert II d'Espinay, fils du précédent, fut vers 1400 chambellan du duc de Bretagne ; Richard d'Espinay, fils du précédent, fut aussi chambellan du duc de Bretagne ; Guy Ier d'Espinay, fils du précédent, fut chambellan du duc de Bretagne François II et décéda le 2 mai 1501 ; Henri d'Espinay, fils du précédent, né en 1468, seigneur d'Espinay et de la Rivière, décéda le 28 décembre 1506 et son fils Guy II d'Espinay, décédé après le 5 juin 1522, fut inhumé à Champeaux.

### Époque moderne

#### Le marquisat d'Épinay (Espinay)
Guy III d'Espinay, fils de Guy II d'Espinay, seigneur d'Espinay, comte de La Roche-Guyon, baron de Montfiquet, décédé le 2 août 1551 et son épouse Louise de Goulaine, décédée le 8 février 1567, sont représentés sur des vitraux de la collégiale de Champeaux dans laquelle aussi se trouve aussi le tombeau de Claude d'Espinay.

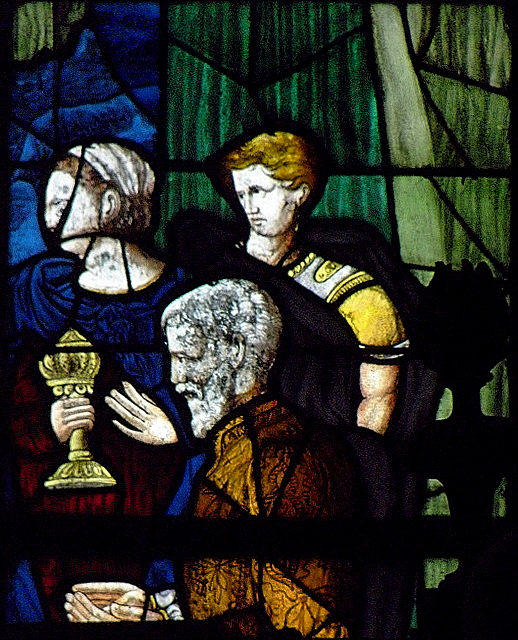
Collégiale Sainte-Marie-Madeleine : maîtresse-vitre, détail 1 (Guy III d'Espinay)
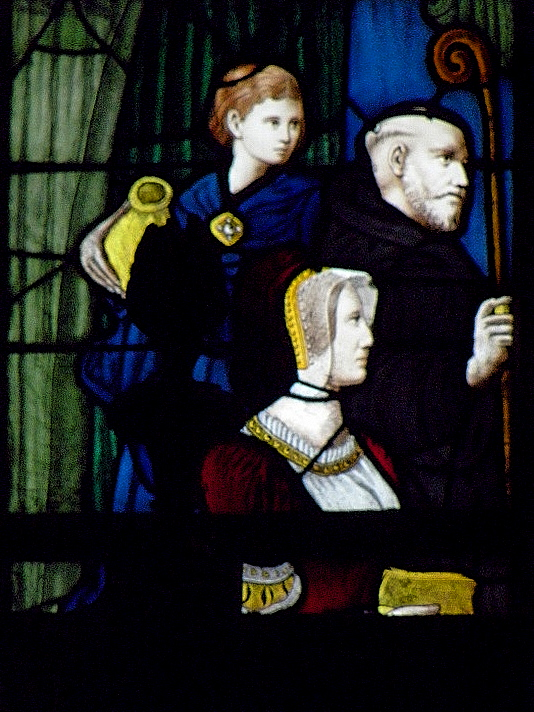
Collégiale Sainte-Marie-Madeleine : maîtresse-vitre, détail 2 (Louise de Goulaine)
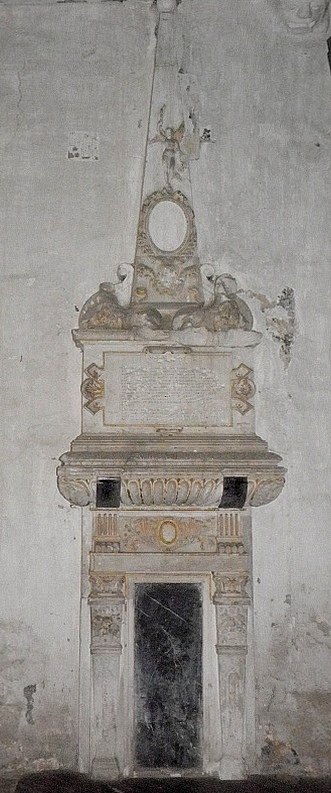
Collégiale Sainte-Marie-Madeleine : tombeau de Claude d'Espinay, décédé en 1584
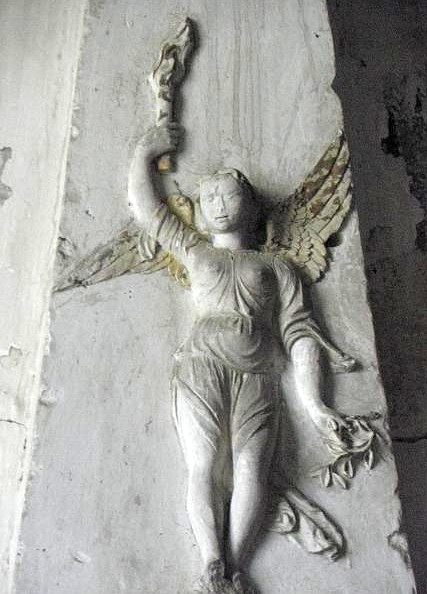
Collégiale Sainte-Marie-Madeleine : détail du tombeau de Claude d'Espinay

Par lettres patentes de novembre 1575, Henri III érigea, en faveur de Jean d'Épinay, la terre de ce nom en marquisat et, à cet effet, unissait les terres d'Épinay et de la Rivière (en Champeaux), de Sérigné (désormais en Liffré), d'Écures (en Thorigné), et une multitude de fiefs de moindre importance dispersés dans plus de vingt-cinq paroisses et jusque dans la ville de Rennes, à la condition qu'à défaut de lignée masculine, le marquisat serait éteint et demeurerait avec le titre de baronnie. Son fils Claude d'Espinay, né vers 1552 et décédé en 1584 hérita du marquisat. En mars 1604, Henri IV accordait à Charles d'Épinay, fils de Claude d'Espinay, des lettres patentes portant union de la terre de Saudecourt, en Louvigné-de-Bais, à son marquisat. Celui-ci étant mort sans postérité mâle, Henri, comte de Schomberg, époux de Françoise d'Épinay, obtint en octobre 1610 des lettres patentes qui maintenaient le titre de marquisat d'Épinay en faveur de Charles de Schomberg, comte de Durestal, son fils. La plus grande partie des fiefs d'Épinay relevaient de la baronnie de Vitré et le 7 avril 1633, le duc de la Trémouille, baron de Vitré, acquit le marquisat d'Épinay, moyennant 303 000 livres.
François-Nicolas Baudot Dubuisson-Aubenay décrit ainsi le château de l'Épinay en 1636 : 

« À six lieues de Rhennes [Rennes] est le bourg et la paroisse de Champeaux, où il y a une église de la Magdelaine, collégiale de six chanoines fondée par Jean d'Espinay vers l'an 1340 et où est sa sépulture et celles de la maison d'Espinay, belles et élevées. Tout contre et dans cette paroice [paroisse] est le chasteau d'Espinay, origine d'une ancienne noblesse de Bretagne (...). Il est bien basti de pierre solide sans flancs ni fossés, mais avec l'accompagnement d'un bois, d'un estang [étang] et de canaux et de prairies, par delà une belle place de jardin. Il a esté par le duc d'Hallyun, héritier de ceste maison de par sa mère, vendu [en 1633] à M. de La Trémouille, seigneur baron de Vitré, à 1 lieue prez, par le prix de 110 mille écus. C'est marquisat et cela vaut dix mil livres de rente. Sur la porte de la sale [salle], il y a des lyons [lions] et partout le bastiment, force chifres d'un M et d'un I, qui sont de Jean d'Espinay et de Marguerite d'Espeaux, sa femme (...). Le seigneur d'Espinay doibt [doit] le bourreau du présidial de Rhennes et est chanoine de la cathédrale Saint-Pierre de Rhennes. »

En 1715, le marquisat d'Espinay, alors possédé par Charles Louis Bretagne de La Trémoïlle, est vendu judiciairement aux sieurs Galpin et Boucher, marchands à Paris, lesquels le revendent en 1719 à René Le Prestre de Lézonnet, président à mortier du Parlement de Bretagne ; son fils Jacques René Le Prestre (1691-1764), puis son petit-fils René Jacques Louis Le Prestre de Châteaugiron en héritèrent par la suite.

#### Les autres événements de l'époque moderne
Outre le château d'Espinay, Champeaux possédait alors plusieurs manoirs : Champeaux, la Bucherie, la Bougrie (ces trois manoirs appartenant à la famille d'Espinay dès le XVe siècle), la Chauczonnais (ou Sochonnais), la Motte, Grabusson, Grand-Villansault.
En 1591, pendant les Guerres de la Ligue, Champeaux est attaqué par les seigneurs de Chamballan, de Pérac et de la Faucille, juste avant le siège de Châtillon. « Champeaux, Châtillon, Izé, Étrelles, La Guerche, Domagné, Châteaugiron furent dévastés par les marches et collision [combats] des deux partis ».
La peste ayant dévasté le bourg de Champeaux en 1632, le chapitre de la Magdeleine transféra à cette époque l'office canonial pendant quelque temps dans la chapelle du château. La paroisse servit de base arrière, lors du siège de Vitré pour les ligueurs et les paysans locaux. Les sires d'Espinay prirent parti pour la Ligue.

#### Champeaux en 1778
Jean-Baptiste Ogée décrit ainsi Champeaux en 1778 :

« Champeaux, dans un fond, à peu de distance de la Vilaine ; à six lieues un quart à l'Est-Nord-Est de Rennes, son évêché et son ressort et à une lieue deux tiers de Vitré, sa subdélégation. On y compte 600 communiants. La cure est présentée par M. de Châteaugiron, seigneur de cette paroisse. Son territoire, coupé de coteaux, de vallons et couvert de bois, renferme des terres excellentes, de bonnes prairies et des arbres à fruits pour le cidre. La forêt du Prince joint cette paroisse. (...) Les autres maisons nobles de ce territoire sont : Grabusson, la Noë-Angers et la Hurie. »

### Révolution française
Dans la seconde quinzaine de novembre 1793, des rassemblements suspects sont signalés à Argentré, Balazé, Champeaux, Châtillon, Cornillé, Étrelles, Montautour, Le Pertre, Taillis et Vergeal.
Une compagnie chouanne exista à Champeaux et Taillis ; elle était membre de la "colonne d'Izé", dirigée par Henri du Boishamon, qui elle-même dépendait de la division de Vitré de l'Armée catholique et royale de Rennes et de Fougères. La "colonne d'Izé" était divisée en plusieurs compagnies : la compagnie de Champeaux et Taillis (dont le capitaine était Louis Dufeu, dit Cœur de roi et les lieutenants Pierre Gandon et André Gilbert), la compagnie de Balazé, la compagnie de Montreuil-sous-Pérouse et Saint-Christophe-des-Bois, la compagnie d'Izé, la compagnie de Saint-Jean-sur-Vilaine, la compagnie de Princé et Montautour.
À la limite de la commune, le 28 juin 1795, se déroula le combat du Pont de Cantache.
À la fin d'octobre 1795, une armée chouanne, commandée par le marquis de Pontbriand fit mettre bas les armes un corps d'infanterie escortant un approvisionnement destiné à l'armée républicaine qui campait sur une hauteur dominant le pont sur la Cantache (à la limite des communes de Pocé-les-Bois, Saint-Jean-sur-Vilaine et Champeaux), sur la route de Châteaubourg à Vitré. En mai 1796, des Chouans, venus du château de l'Épinay (en Champeaux), commandés par Alexis du Couësbouc et Henri du Boishamon attaquèrent une colonne républicaine de 1 000 soldats escortant un convoi de munitions de guerre (combat de Pocé). D'autres combats se déroulèrent en mai 1796, notamment à Champeaux, au Bois-Bide et à Saint-Jean-sur-Vilaine, opposant des chouans, toujours dirigés par le marquis de Pontbriand, aux troupes républicaines dirigées par le général Spital.

### LeXIXesiècle
A. Marteville et P. Varin, continuateurs d'Ogée, décrivent ainsi Champeaux en 1843 :

« Champeaux (sous l'invocation de sainte Marie-Madeleine, le 22 juillet) : commune formée par l'ancienne paroisse du même nom, aujourd'hui succursale ; brigade de gendarmenrie temporaire. (...) Principaux villages : les Merlais, la Bougrie, le Breil, Rabaud, le Tertre, Villenseau, Launay, les Fougerais. Superficie totale : 983 hectares dont (...) terres labourables 611 ha, prés et pâtures 153 ha, bois 155 ha, vergers et jardins 16 ha, landes et incultes 108 ha, étangs 11 ha (...). Moulins : 4 (de Palet, de la Rivière, de Roux, à eau). L'église de Champeaux est fort remarquable : ses vitraux coloriés sont dans le goût du XVIe siècle ; malheureusement ils sont imparfaitement protégés par le grillage en fer qui a été établi extérieurement. Les stalles, sur un double rang, sont surmontées d'un dais découpé à jour. Un petit autel, également surmonté d'un baldaquin à jour, dans le goût du XVIe siècle, est assez bien conservé. À gauche du chœur sont deux tombeaux peu remarquables, appartenant à des membres de la famille d'Épinay ; l'un était décoré autrefois de deux belles statues que leur nudité a fait sans doute reléguer dans un caveau voisin. Une inscription indique que l'église est du XVIIe siècle. On retrouve encore au château de l'Épinay quelques vieux pans de murs dont il serait peu facile de déterminer l'âge. Le principal corps de logis a le caractère du XVIe siècle ; quelques donjons [tours] ont l'aspect du XVe siècle. Dans l'une des salles est une fort belle cheminée ornée de peintures et de sculptures. Ce château et les terres qui en dépendent appartiennent aujourd'hui à M. Le Prieur, dont le père l'a acquis en 1795 de M. le marquis de Châteaugiron. C'est une des plus splendides habitations de Bretagne. (...) Géologie : schiste argileux. On parle le français [en fait le gallo]. »

En 1874, 149 habitants des communes de Taillis, Champeaux, Marpiré, Saint-Christophe et Eancé signent une pétition à l'Assemblée nationale suppliant les députés de proclamer comme roi légitime Henri V.

### LeXXesiècle

#### La Belle Époque
Le journal Ouest-Éclair du 9 mars 1906 écrit à propos de l'inventaire des biens d'église : « À Izé, Torcé, Champeaux ont eu lieu des tentatives d'inventaire ; là, comme dans les autres paroisses, les agents du fisc et les gendarmes se sont retirés devant les protestations et le refus d'ouvrir les portes. De Vitré, on entend le tocsin sonner dans les villages voisins, et de toutes parts on organise la résistance, et on veille, en attendant le crochetage ».
L'abbé Jean Piel, nommé recteur de Champeaux en 1909, écrivit une notice documentée sur la collégiale de Champeaux ; il fut nommé en 1922 recteur de Balazé.

#### La Première Guerre mondiale

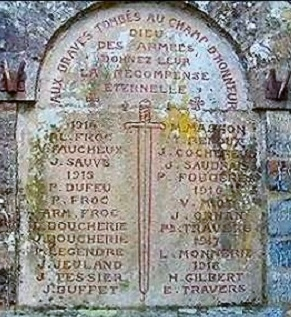
La plaque du monument aux morts de Champeaux (Ille-et-Vilaine)

Le monument aux morts de Champeaux porte les noms de 23 soldats morts pour la France pendant la Première Guerre mondiale : deux d'entre eux (Pierre Fougères, Alexandre Froc) sont décédés en Belgique, les 21 autres sur le sol français. Deux soldats (Victor Faucheux, Alexandre Froc) ont été décorés de la Croix de Guerre et de la Médaille militaire ; deux (Pierre Travers, Prosper Travers) de la Croix de guerre. Ces deux derniers étaient frères, comme l'étaient également les trois frères Froc (Alexandre Froc (déjà cité), Armand Froc, Pierre Froc) ou encore les deux frères Jean et Léon Boucherie. Prosper Dufeu fut le premier mort pour la France de la commune pendant cette guerre et Pierre Travers (déjà cité), le dernier.
En 1928, Jean Saudrais, lui aussi tué pendant la Première Guerre mondiale, fut décoré à titre posthume de la Médaille militaire.

#### L'Entre-deux-guerres
Dans la décennie 1930, une ligne d'autobus allant de Liffré à Vitré passait par La Bouëxière, Marpiré et Champeaux.
Le 19 avril 1938, un pseudo marquis d'Espinay-Durtal, dénommé en fait Charles Louis Vrignoneaux, se disant aussi prince de Broons, se maria avec une femme de lettres anglaise, en grande cérémonie et en présence de nombreux notables politiques et religieux locaux, dans la collégiale de Champeaux, mais l'usurpation de ses titres fut prouvée ensuite par des généalogistes, troublés par le fait que la famille d'Espinay était depuis longtemps éteinte.

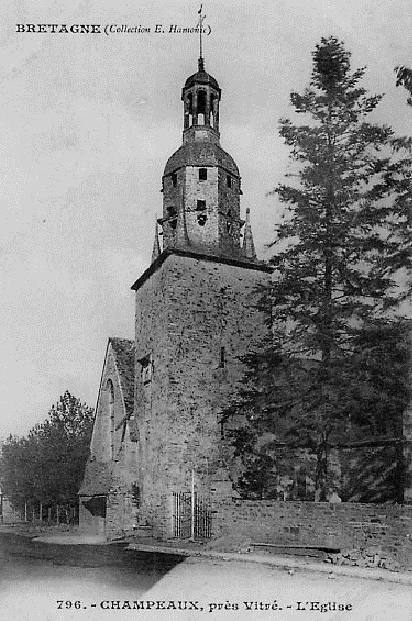
L'église de Champeaux vers 1920 (carte postale, collection Émile Hamonic)

#### La Seconde Guerre mondiale
Trois aviateurs américains (Hervert E. May, Marion C.Rogers, Walter Howard Sword), membres du 384th Bomb Group, 547th Squadron de l'U.S. Air Force, sont morts le 16 septembre 1943 à Champeaux, leur avion ayant été abattu alors qu'ils étaient en mission vers Nantes. Ils ont été inhumés au cimetière militaire américain de Saint-James (Manche).
Aucune personne originaire de Champeaux n'est décédée pour faits de guerre pendant la Seconde Guerre mondiale.

#### L'après Seconde Guerre mondiale
L'école Saint-Louis de Champeaux et l'école Saint-Joseph de Landavran, deux écoles privées catholiques, fonctionnent depuis 1984 en regroupement pédagogique intercommunal. Vitré Communauté assure un service de navette gratuite entre les deux écoles.

### LeXXIesiècle

#### La mise en vente du château de l'Épinay
En 2016, le château de l'Épinay, qui date du XVIIe siècle, mais construit à l'emplacement de l'ancienne forteresse du XIIIe siècle dont il subsiste un donjon en ruine, est mis en vente. Il est décrit comme suit par l'agence immobilière chargée de le vendre :

« L'édifice actuel présente un élégant corps de logis d'époque Renaissance, accosté de tours et de tourelles d'époque gothique. Sa façade sud s'ouvre sur un splendide paysage lacustre et boisé composé de douves, d'étangs et d'un grand canal. (...) Les éventuels acquéreurs disposeront aussi d'un parc clos et sécurisé de 14 hectares, avec la possibilité d'acquérir 220 ha supplémentaires comprenant 120 ha de terres cultivées et 78 ha de bois. (...) Son état général est excellent, notamment les exceptionnelles toitures qui ont été restaurées. »

#### La restauration de la collégiale
La collégiale Sainte-Marie-Madeleine, qui date des XVe siècle et XVIe siècle et est inscrite aux Monuments historiques, a été restaurée en 2015-2016, notamment ses verrières, qui étaient détériorées avec le temps, restaurées par l'atelier Henri Helmbold, de Corps-Nuds, mais aussi les murs, qui ont été nettoyés, les dalles du sol, reposées, les stalles, elles aussi rénovées.

## Héraldique
| Blason de Champeaux (Ille-et-Vilaine) | Blason  | D'or aux deux jumelles d'azur, surmontées d'un lambel de gueules. |
| Blason de Champeaux (Ille-et-Vilaine) | Détails |                                                                   |

## Politique et administration

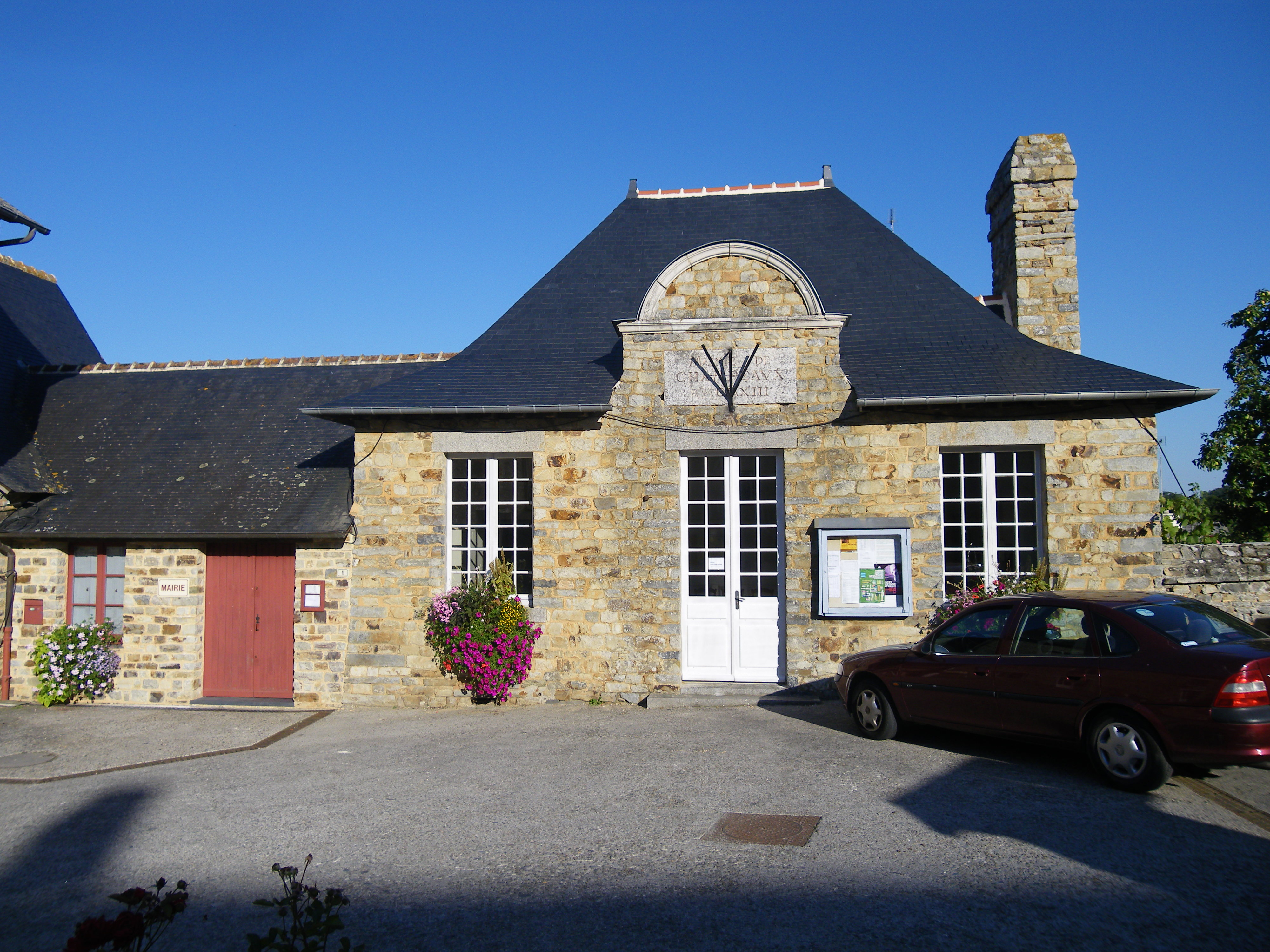
La mairie de Champeaux

## Population et société

### Démographie

#### Évolution démographique
L'évolution du nombre d'habitants est connue à travers les recensements de la population effectués dans la commune depuis 1793. Pour les communes de moins de 10 000 habitants, une enquête de recensement portant sur toute la population est réalisée tous les cinq ans, les populations de référence des années intermédiaires étant quant à elles estimées par interpolation ou extrapolation. Pour la commune, le premier recensement exhaustif entrant dans le cadre du nouveau dispositif a été réalisé en 2006.
En 2022, la commune comptait 504 habitants, en évolution de +1 % par rapport à 2016 (Ille-et-Vilaine : +5,46 %, France hors Mayotte : +2,11 %).
| 1793 | 1800 | 1806 | 1821 | 1831 | 1836 | 1841 | 1846 | 1851 |
| ---- | ---- | ---- | ---- | ---- | ---- | ---- | ---- | ---- |
| 520  | 534  | 522  | 538  | 522  | 478  | 559  | 542  | 578  |

| 1856 | 1861 | 1866 | 1872 | 1876 | 1881 | 1886 | 1891 | 1896 |
| ---- | ---- | ---- | ---- | ---- | ---- | ---- | ---- | ---- |
| 538  | 526  | 508  | 540  | 538  | 497  | 479  | 469  | 418  |

| 1901 | 1906 | 1911 | 1921 | 1926 | 1931 | 1936 | 1946 | 1954 |
| ---- | ---- | ---- | ---- | ---- | ---- | ---- | ---- | ---- |
| 429  | 429  | 421  | 344  | 369  | 367  | 389  | 376  | 360  |

| 1962 | 1968 | 1975 | 1982 | 1990 | 1999 | 2006 | 2011 | 2016 |
| ---- | ---- | ---- | ---- | ---- | ---- | ---- | ---- | ---- |
| 340  | 322  | 311  | 329  | 390  | 420  | 456  | 475  | 499  |

| 2021 | 2022 | - | - | - | - | - | - | - |
| ---- | ---- | - | - | - | - | - | - | - |
| 507  | 504  | - | - | - | - | - | - | - |

#### Pyramide des âges
La population de la commune est relativement jeune.
En 2018, le taux de personnes d'un âge inférieur à 30 ans s'élève à 38,3 %, soit au-dessus de la moyenne départementale (38,2 %). À l'inverse, le taux de personnes d'âge supérieur à 60 ans est de 17,6 % la même année, alors qu'il est de 23,3 % au niveau départemental.
En 2018, la commune comptait 266 hommes pour 241 femmes, soit un taux de 52,47 % d'hommes, largement supérieur au taux départemental (48,82 %).
Les pyramides des âges de la commune et du département s'établissent comme suit.
| Hommes | Classe d’âge | Femmes |
| ------ | ------------ | ------ |
| 0,0    | 90 ou +      | 1,3    |
| 4,6    | 75-89 ans    | 5,1    |
| 12,6   | 60-74 ans    | 11,8   |
| 22,1   | 45-59 ans    | 20,2   |
| 21,8   | 30-44 ans    | 24,1   |
| 16,4   | 15-29 ans    | 14,8   |
| 22,6   | 0-14 ans     | 22,8   |

| Hommes | Classe d’âge | Femmes |
| ------ | ------------ | ------ |
| 0,7    | 90 ou +      | 1,8    |
| 6,3    | 75-89 ans    | 8,7    |
| 14,5   | 60-74 ans    | 15,6   |
| 19,6   | 45-59 ans    | 18,8   |
| 19,5   | 30-44 ans    | 18,7   |
| 20,2   | 15-29 ans    | 19     |
| 19,1   | 0-14 ans     | 17,4   |

## Transports
La commune est desservie par la ligne de bus n°2 de Vitré Communauté.

## Lieux et monuments

### Monuments historiques
La commune compte trois ensembles architecturaux protégés au titre des monuments historiques.

#### Collégiale Sainte-Marie-Madeleine
Elle a été fondée au XVe siècle par la famille d'Espinay. L'ensemble constitué par la collégiale et le cloître est un site classé par arrêté du 20 janvier 1964.
L'église
Primitivement, la paroisse de Champeaux et son église avaient saint Pierre pour patron. Cette église, tombant en ruine au commencement du XVe siècle, fut remplacée par la chapelle Sainte-Magdeleine. Cette dernière étant devenue en 1437, tout à la fois, église collégiale et paroissiale, Champeaux a continué depuis lors d'être sous la protection de sainte Marie-Magdeleine. Le clocher date de 1712-1723. Les stalles datent de 1535-1540. Le retable date du XVIe siècle. La salle capitulaire sert aujourd'hui de sacristie (1604). La porte de la sacristie date de 1594. La chaire date du XVIIIe siècle. Le maître-autel, œuvre de Gambier et Le Roy de Rennes, date de 1748. Le chœur date de 1522-1550. La chapelle Sainte-Barbe (encore appelée Saint-Julien autrefois) située au nord-est est édifiée vers 1490. La chapelle appartenant aux seigneurs d'Espinay date de 1594. On y trouve les  tombeaux de Guy III d'Espinay (décédé en 1551), de Louise de Goulaine (décédée en 1567) et de Claude d'Espinay (vers 1554). Vers 1528, sont installées huit verrières qui consacrent l'union de Guy d'Epinay avec une héritière de la famille de Goulaine, du comté nantais. En 1553 un tombeau en arcade à deux niveaux est édifié par l'architecte angevin Jean de L'Épine dans le mur nord du chœur : il abrite alors les statues agenouillées de Guy d'Épinay et de Louise de Goulaine (dans la partie supérieure) et leurs gisants (dans la partie inférieure) : aujourd'hui seuls leurs gisants subsistent. Des travaux sont entrepris en 1594 par Marguerite de Scépeaux, veuve de Jean, premier marquis d'Épinay : construction d'un nouvel ensemble seigneurial contre le flanc sud du chœur. Le chœur est réaménagé en 1744 par le chapitre de Champeaux. La collégiale a été classée monument historique par arrêté du 12 décembre 1910.
Le cloître des chanoines et son puits (XVe siècle-XXe siècle)
Accolé à la collégiale, il subsiste quelques maisons. Un magnifique puits de 1601 se trouve en son centre. À l'origine, une porte au sud, au niveau du puits, permettait d'y accéder. Une maison de chanoine a été rasée au XIXe siècle pour construire la route de Marpiré. La mairie, située dans un des angles du cloître, fut construite en 1913.

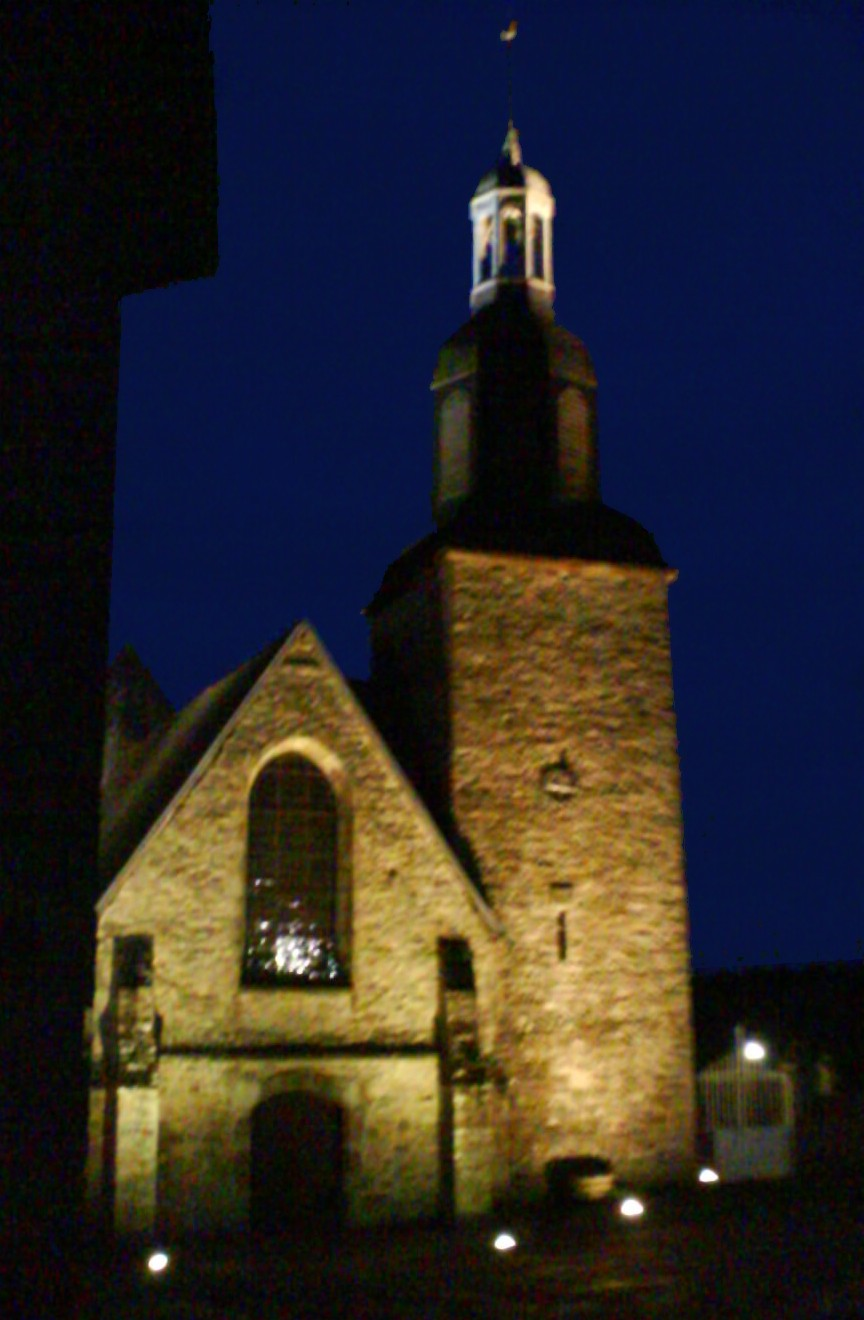
La collégiale Sainte-Madeleine de nuit.
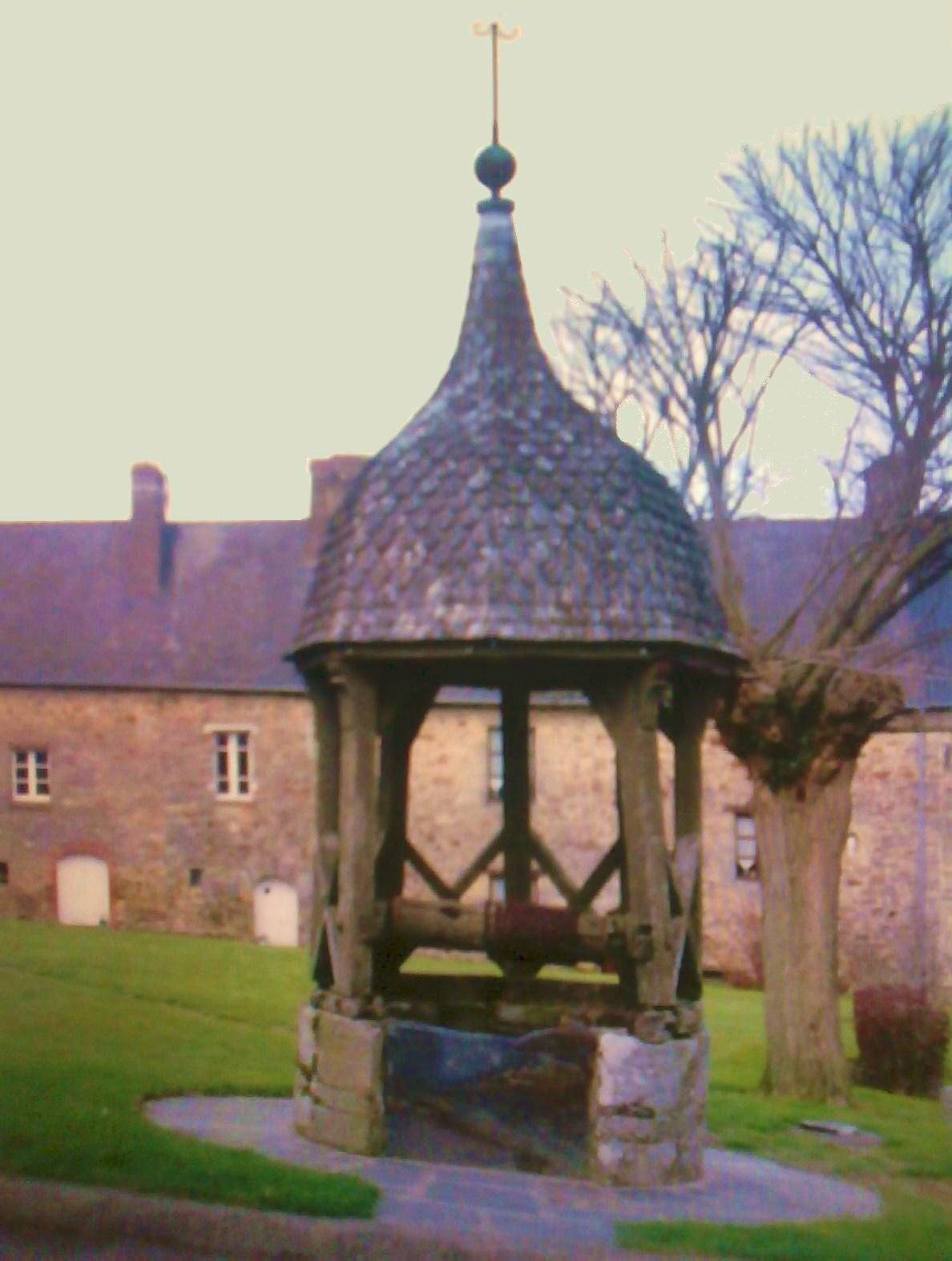
Le cloître et son puits.

#### Le château de l'Espinay

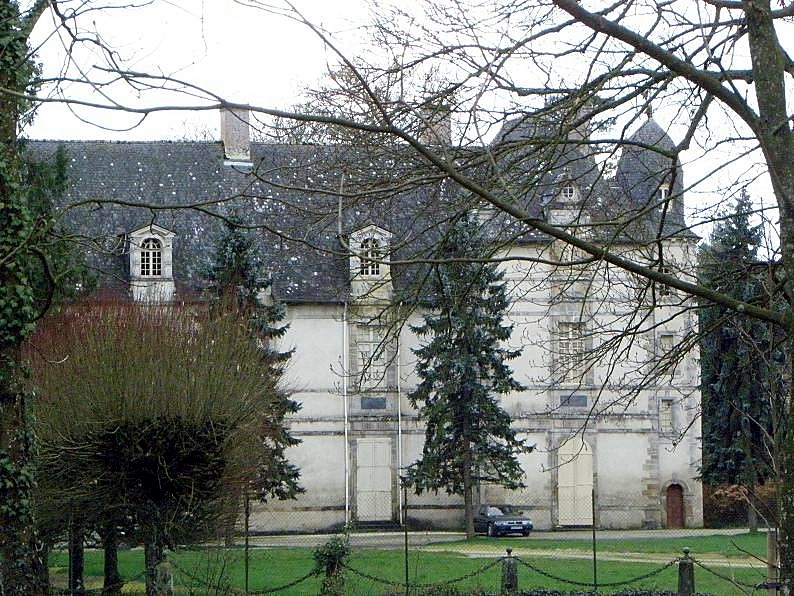
Le château de l'Espinay.

Initialement surnommé « la Rivière », le château est reconstruit vers 1570, puis érigé en marquisat sous le nom d'Espinay en 1575. Il se compose d'un corps de logis du XVIe siècle, accolé à un donjon en ruines du XIIIe siècle. On y voyait autrefois une chapelle, une fuie, des douves, un pont-levis, et deux fontaines dans le jardin. Le château avait un droit de haute justice. Propriété successive des familles d'Espinay (en Acigné), Schomberg, ducs d'Halluin (en 1609), ducs de la Trémoille, barons de Vitré (en 1633), Galpin et Boucher, marchands à Paris (en 1715), le Prestre de Lézonnet, baron de Châteaugiron (en 1719), Le Prieur (26 pluviôse an III). Le château est classé monument historique par arrêté du 24 juillet 1946.
Le parc était un magnifique jardin à la française, composé de quatre plans d'eau qui ont été transformés en étangs ; c'est un site classé par arrêté du 7 septembre 1943.

#### Le menhir de la Haute-Pierre
Situé près du Feu Lambert, c'est un menhir de quartzite de quatre mètres de haut. Il a été inscrit monument historique par arrêté du 28 mai 1980.

### Autres monuments et sites

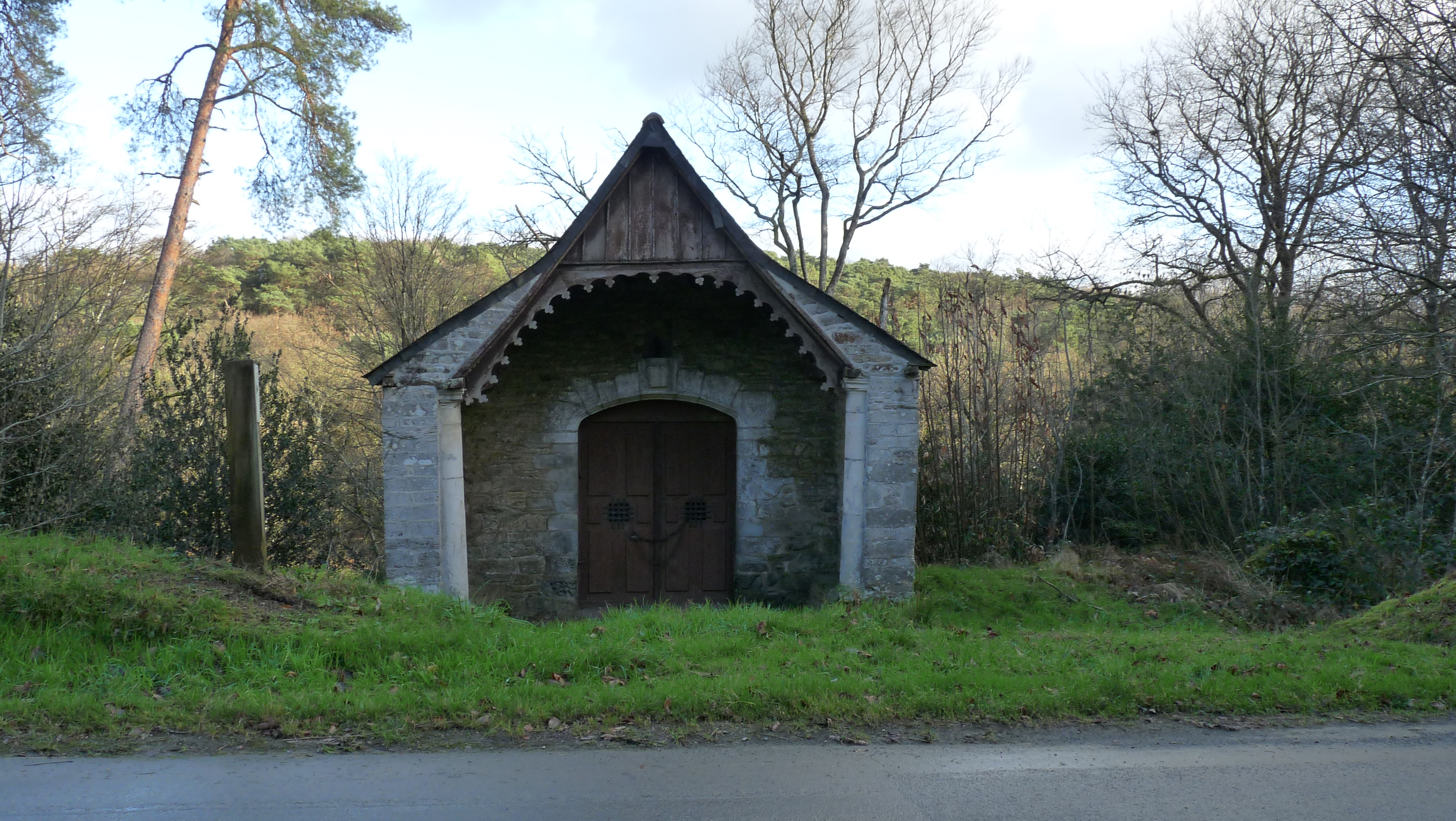
La chapelle Saint-Job.

- Chapelle Saint-Job. Construite en 1512 sur la route menant au château, encore surnommée autrefois Saint-Jacob, cette chapelle se trouvait autrefois face à une autre chapelle appelée Saint-Abraham, aujourd'hui en ruine, et étaient séparées par un vallon.
- Étang de la Cantache, en 1995, le barrage de Villaumur sur la Cantache, situé à cheval sur les communes de Champeaux, Pocé-les-Bois et Montreuil-sous-Pérouse, d'une capacité de 7 millions de m3, fut inauguré. Il fait partie d'un ensemble de barrages avec celui de la Valière et de la Haute-Vilaine, qui ont trois fonctions principales :
  - le stockage d'eaux brutes en vue de les rendre potables ;
  - la protection de la vallée de la Vilaine contre les crues (notamment le quartier du Rachapt, à Vitré, la ville de Châteaubourg, le port de Messac et surtout la ville de Redon) ;
  - le soutien des débits d'étiage pour assurer la qualité des eaux de la Vilaine.

## Personnages illustres
- Famille d'Espinay

### Ecclésiastiques
- André d'Espinay
- Charles d'Espinay
- Jacques d'Espinay
- Jean d'Espinay
- Jean d'Espinay, le jeune
- Robert d'Espinay

### Autres
- Guy d'Espinay
- Jean d'Espinay

## Proverbe et légendes locales
- Proverbe local, lié à la Première Guerre mondiale, lors de la mobilisation générale des chevaux, un Champéen a déclaré :

 À champiao, y'a pas de chevao, y'a que des ânes et des bourricaos
Légendes sur les chapelles Saint-Job et Saint-Abraham
- La première des légendes[90], raconte que le seigneur local, sire Guy II D'Espinay[91], poursuivi par des ennemis et acculé devant la vallée encaissée qui le séparait de son château, il aurait imploré saint Jacob et saint Abraham, d'aider son cheval à traverser. Le cheval enjamba la vallée d'un seul bond. Guy D'Espinay, ayant eu la vie sauve, leur construisit deux chapelles, une de chaque côté de la vallée.
- La seconde légende raconte que lors de la construction des deux chapelles, les maçons n'ayant peu d'outils, se les échangeaient en les lançant en dessus de la vallée. Mais malheureusement, à la longue de se les lancer de rive en rive, les outils tombèrent à l'eau. Le maçon construisant la chapelle Saint-Abraham, ne put donc terminer son ouvrage. Elle resta inachevée.

Légende sur la collégiale
- Une légende raconte aussi qu'un tunnel aurait été construit entre le château et la sacristie de la collégiale, il permettait aux châtelains de venir à la messe, à l'abri de tout danger. Cette légende a pour origine le tombeau situé dans la crypte, cette dernière en dessous de la salle capitulaire.